# Eragrostis intermedia
Eragrostis intermedia es una especie de hierba perteneciente a la familia de las poáceas.

## Distribución
Es nativa de Norteamérica y Centroamérica, donde se distribuye desde el sureste y el suroeste de Estados Unidos al sur de Costa Rica. Su hábitat puede extenderse a América del Sur.

## Descripción
Esta hierba crece en manojos que alcanzan un tamaño de hasta 90 centímetros de altura, a veces superior a un metro. Las hojas miden hasta 25 centímetros de largo. La inflorescencia es una panícula con un piramidal o ovadas forma. Las espiguillas tienen hasta 11 flores cada una. La planta se reproduce por semillas o por la brotación de yemas en las bases de los tallos.

## Hábitat
Esta planta crece en las praderas del desierto, pradera, chaparral, matorral de estepa, bosque de pino-enebro y bosques dominados por el roble. Se encuentra a menudo en zonas secas, en pendiente. Puede agarrar fácilmente en el hábitat perturbado. Prefiere mejor en tipos de suelos arenosos y áreas con patrones bimodales de precipitación, con estaciones húmedas en invierno y en verano. En su hábitat natural es una de las primeras plantas que se vuelven verdes en la primavera. Se ha observado que aumentar en abundancia después de los incendios forestales.

## Ecología
Esta hierba es un buen forraje para el ganado, pero disminuye con el pastoreo excesivo. Algunas aves de caza se han observado que comen las semillas.

## Taxonomía
Eragrostis intermedia fue descrita por Albert Spear Hitchcock y publicado en Journal of the Washington Academy of Sciences 23(10): 450. 1933. 
Etimología
Eragrostis: nombre genérico que deriva del griego, eros (amor) o era (tierra) y agrostis (hierba), probablemente en alusión a la característica, terrenal (humana) del aroma femenino de las inflorescencias de muchas de sus especies. Menos descriptivas son las interpretaciones publicadas que incluyen  espiguillas bailando con gracia, bastantes espiguillas y "significado del nombre de dudoso".
intermedia: epíteto latíno que significa "intermedia".
Sinonimia
- Eragrostis lugens var. major Vasey[7][8]